# Chelodina colliei
Chelodina colliei — вид бокошиїх черепах родини Змієшиї черепахи (Chelidae). Черепаха поширена у Західній Австралії. Вид названий на честь шотландського фізика та натураліста Александра Колі.